# Nama schaffneri
Nama schaffneri là loài thực vật có hoa trong họ Mồ hôi. Loài này được A. Gray ex Hemsl. mô tả khoa học đầu tiên năm 1882.